# Yan Junling
Dans ce nom chinois, le nom de famille, Yan, précède le nom personnel.
Pour les articles homonymes, voir Yan (homonymie).
Yan Junling (en chinois : 颜骏凌), né le 28 janvier 1991 à Shanghai en Chine, est un footballeur international chinois, qui évolue au poste de gardien de but.

## Biographie

### Carrière en club
Avec le club du Shanghai SIPG, Yan Junling dispute 10 matchs en Ligue des champions d'Asie.

### Carrière internationale
Yan Junling compte 4 sélections avec l'équipe de Chine depuis 2015.
Il joue son premier match avec la Chine à l'occasion d'un match amical contre le Kirghizistan le 13 décembre 2014, mais ce match amical est déclassé en match d'entrainement par la FIFA à la suite des neuf changements dans l'équipe chinoise.
Il honore sa première sélection en équipe de Chine lors d'un match amical contre Haïti le 27 mars 2015. Il entre à la 46e minute de la rencontre, à la place de Wang Dalei. La rencontre se solde par un match nul de 2-2.
Il fait partie de la liste des 23 joueurs chinois sélectionnés pour disputer la Coupe d'Asie de 2015 en Australie, où son pays atteint les quarts de finale. Il dispute aucune rencontre durant le tournoi.

## Palmarès
- Avec le Shanghai SIPG
  - Champion de Chine de D2 en 2012
  - Champion de Chine de D3 en 2007